# Madagaskar na Letnich Igrzyskach Olimpijskich Młodzieży 2010
Madagaskar na Letnich Igrzyskach Olimpijskich Młodzieży 2010 w Singapurze w 2010 reprezentowało 6 sportowców w 3 dyscyplinach.

## Skład kadry

### Lekkoatletyka
- Tsiatengy Razafindrakoto

### Pływanie
- Tsilavina Andritina Ramanantsoa
  - 100 m st. dowolnym - 53 miejsce w kwalifikacjach (1:02.80)
  - 100 m st. motylkowym chłopców - 32 miejsce w kwalifikacjach (1:06.88)
- Tsilavina Ramanantsoa
  - 100 m st. klasycznym chłopców - 28 miejsce w kwalifikacjach (1:14.27)
  - 200 m st. klasycznym chłopców - 20 miejsce w kwalifikacjach (2:38.41)
- Aina Filsrabetsara
  - 100 m st. dowolnym - 50 miejsce w kwalifikacjach (1:06.73)
  - 50 m st. motylkowym dziewcząt - 19 miejsce w kwalifikacjach (30.54)

### Tennis
- Niriantsa Rasolomalala
- Zarah Razafimahatratra